# Fantine
Fantine è un personaggio chiave del celebre romanzo del 1862 I miserabili di Victor Hugo. Ella rappresenta l'incoscienza del primo amore, l'amore oblativo di una madre, oltre ad essere una vittima della morale bigotta dell'epoca.
La storia di Fantine viene narrata nel terzo tomo dell'opera, dopo gli avvenimenti legati al vescovo di Digne, Monseigneur Myriel, e all'ex galeotto Jean Valjean.
Fantine entra nel libro sorridente, radiosa, innamorata, con i capelli d'oro ed i denti di perla, con un profilo degno di una statua greca che rappresenti la grazia e il pudore; esce di scena morendo disperata per il non poter riveder più la figlioletta, con i capelli ed i denti venduti per vestire la sua piccola Cosette e per comprarle medicine, dopo esser stata costretta a prostituirsi per combattere la miseria senza peraltro vincerla,  muore sotto le parole crudeli di Javert, che le dice che ella non rivedrà mai la sua bambina.
La storia di Fantine è un vero e proprio racconto nel racconto, e percorre la sua vita dalla nascita alla morte. Hugo le dedica molteplici pagine, scritte in maniera introspettiva, che commuovono il lettore con un quadro di una miserabile che si eleva come un angelo caduto nelle tenebre, il cui solo peccato fu l'amore, l'amore di gioventù e l'amore per Cosette.

## La storia di Fantine

Fantine, interpretata da Anne Hathaway, nel film Les Misérables

Le origini di Fantine sono perse nel buio di una miseria pregressa, perfino il suo nome le fu dato da bambina per le vie di Parigi, da un passante che l'appellò così.
All'età di dieci anni ella andò a lavorare come serva in una fattoria, a quindici cercò fortuna a Parigi. Qui incontrò Tholomyes, che fu invece la sua sfortuna.
Hugo dice che tra tutte le sue amiche
Fantine era la sola a essersi preservata dagli amori più a lungo possibile, ma a Tholomyes ella si concesse con l'ingenuità del primo amore che credeva lungo una vita.
Ma lui, insieme ai suoi amici, giocò un brutto scherzo a Fantine e alle amiche di lei. Un giorno di primavera del 1817, quattro coppie, tra cui Fantine e Tholomyes, fecero una scampagnata, ma a sera i ragazzi lasciarono le donne alla locanda con la scusa di preparar loro una sorpresa; la sorpresa fu un'irrisoria e gaudente lettera d'addio, in cui i ragazzi si dichiaravano reclamati a casa dai genitori e dai doveri della società, e dunque salutavano le ragazze senza rimpianti. Le altre ragazze risero col pensiero di seguire un consiglio che vi era nella lettera: “piangeteci in fretta e sostituiteci presto”.
Ma Fantine pianse: dal suo grande amore, che per Tholomyes non era più di un sollazzo temporaneo, era nata una figlia: Eufrasia, per la madre, la sua piccola Cosette.
Nel paese dove dimorava, ella dovette andarsene, e andò a cercar lavoro a Montreuil-sur-Mer, in una fabbrica di Monsieur Madeleine (Jean Valjean), per poter sostentare se stessa ma soprattutto la sua Cosette. 
Non potendo portare sua figlia con sé, poiché non sarebbe mai stata assunta se si fosse venuto a sapere che ella era una ragazza madre, la lasciò in custodia ai Thénardier, straziata dal dolore per tale distacco.
Dei Thénardier Fantine non aveva visto che una madre che vezzeggiava le sue due bimbe, vestite di abiti graziosi e ben nutrite. Non poteva immaginare che la signora Thénardier fosse spietata e crudele con qualsiasi creatura che non fosse suo marito e le sue bambine. In quella famiglia Cosette non avrebbe trovato che mancanze e bastonate, ma Fantine, ignara, continuò per anni mandare ai Thénardier denaro per il mantenimento di Cosette, denaro che loro utilizzavano per tutt'altro.
Di questo loro fare, gli episodi che destano maggior indignazione nei loro confronti e commozione  e pena per Fantine sono due:
Dopo che Fantine perde il lavoro in fabbrica perché si scopre che ha una figlia, i Thénardier le chiedono 10 franchi per comprare una gonna di lana per Cosette, che soffre il freddo. In realtà i 10 franchi servono per pagare dei debiti della infame coppia.
Non avendo alcun denaro, Fantine vende l'ultima sua consolazione nelle sere di miseria: i suoi capelli d'oro, che ancora soleva spazzolare con orgoglio la sera davanti allo specchio, nella sua dimora in affitto di cui ormai aveva dovuto vendere mobili, in cui non si poteva permettere di illuminare più di un angolo di stanza necessario a cucire tutta la notte per guadagnarsi pochi soldi. 
Fantine pensa che almeno, ottenuto dalla vendita 10 franchi e avendo inviato ai Thénardier una gonna di lana, la sua Cosette sarà come riscaldata dai suoi capelli. In realtà i Thénardier avevano dato la gonna ad una delle loro figlie, lasciando Cosette con i geloni.
Sempre più spietati, i Thénardier chiedono a Fantine ben quaranta franchi con la scusa di dover comprare costose medicine per Cosette, che altrimenti sarebbe morta di febbre miliare. Fantine, seppure inorridita vende i suoi bei denti, i suoi incisivi superiori, ad un fabbricante di dentiere, per avere quei quaranta franchi che però non saranno minimamente destinati a Cosette, la cui malattia era stata inventata per truffare altri soldi alla sventurata Fantine.
In seguito, non paghi, i Thénardier pretesero 100 franchi, con la minaccia di buttare in strada Cosette. Fantine tracollò, e si disse
“che mestiere si può mai fare per guadagnare 5 franchi al giorno!?”…
aveva venduto i suoi capelli ed ora nascondeva sotto misere cuffiette la sua testa rapata; aveva venduto i suoi bei denti ed ora non sorrideva più per non mostrare un sorriso vuoto e sanguinante; pensò che la sua bambina sarebbe stata buttata in strada e si disse amareggiata:
“suvvia, vendiamo il resto!”…
E divenne donna pubblica.
Malediceva Madeleine per averla fatta licenziare, e si vendeva a uomini che la umiliavano e schernivano per i suoi capelli tagliati ed i denti mancanti. Non mangiava più e non beveva che acquavite per scaldarsi e per stordirsi, e non pensare alla sua condizione.
Mentre una sera si trascinava per le strade un borghese ubriaco la schernì più volte ed ella tacque; ma quando lui le getto della neve sulla schiena nuda, Fantine ci vide rosso e saltò addosso al borghese graffiandolo dovunque poteva. Intervennero i gendarmi e Javert volle arrestarla, ma intervenne qui il sindaco Madeleine, ossia Jean Valjan, che umiliò Javert imponendogli di scarcerar la donna. Fantine sputò sul viso del sindaco che ella riteneva causa della sua disgrazia, poiché l'aveva fatta licenziare, ma Madeleine ripeté l'ordine di scarcerarla.
Egli, ossia Valjean, viene dunque a sapere la realtà dei fatti, che la donna era stata effettivamente licenziata ma a sua insaputa. Si ripromette, allora, di aiutare Fantine, che tanto ha patito, e le promette che sarebbe andato a prendere Cosette e l'avrebbe ricondotta a lei, che avrebbe in seguito provveduto al sostentamento di entrambe, Fantine e Cosette, e che dunque la povera donna non avrebbe più vissuto né miserie né sofferenze.
Fantine dunque, seppur gravemente malata è tenuta in vita dal pensiero di riabbracciare la sua Cosette. Ma Valjean viene ritardato in questo suo intento dal processo in cui un altro sta per esser condannato all'ergastolo al posto suo. Non fa in tempo a riportare Cosette da Fantine: Javert smaschera Valjean davanti a Fantine, che quando sente che Cosette non le sarebbe stata mai riportata, spira, col cuore spezzato.
Seppure Valjean diede disposizioni di seppellirla con una degna sepoltura, il curato fece gettare il corpo della donna nella fossa comune, ritenendo che 
“dopotutto ella era null'altro che una prostituta”
Scrisse su questo punto Hugo: 
Fantine fu sepolta nella notte insieme alle ossa del primo venuto, subì la promiscuità delle ceneri; nella fossa pubblica, la sua tomba somigliò al suo letto.
Di lei Valjean dirà a Cosette, nel seguito del libro, quando la bambina gli chiede se la madre ora fosse un angelo: Si, per il martirio! [che ha subìto]
Ed Hugo, emblematicamente scrive:
“Cos'è la storia di Fantine? È la storia di una società che compra una schiava. Da cosa la compra? Dalla miseria. Dalla fame, dal freddo, dall'isolamento, dallo squallore, dall'abbandono. Doloroso mercato! Un'anima per un pezzo di pane: la miseria offre, la società accetta.”